# Vim
A Vim (Vi IMproved) egy nyílt forráskódú, multiplatformos szövegszerkesztő, a vi továbbfejlesztett változata. Fő nevezetessége a számtalan billentyűkombináció, amik révén roppant hatékonyan használható. Az egyik legnépszerűbb linuxos szövegszerkesztő.

## Történet
Az első verzió csak Amigára jelent meg, kiadásának dátuma: 1991. Ez a verzió az Atari ST-re kiadott - hasonlóan vi klón - STEVIE forráskódján alapult és a név eredetileg a Vi-IMitation kifejezésből eredt.
1992-ben a szerző, Bram Moolenaar portolta a Vimet Unixra, melynek hatására a fejlesztés felgyorsult és hamarosan sokkal több lehetőséget nyújtott, mint az eredeti Vi. Emiatt a továbbiakban a Vim-et Vi-IMproved, azaz a Vi továbbfejlesztett változataként említették és említik. A legfontosabb funkciói közül, a szkriptelhetőség és a szintaxis-kiemelés 1998-ban, az 5. verzióban jelent meg.
A Vim 9.0 2022-ben jelent meg, ezután egy évvel elhunyt az eredeti fejlesztő aki 2024-ben posztumusz Szabad Szoftver díjat kapott munkásságáért

## Főbb funkciók
- Több fájl szerkesztése
- Ablakok
- Tabok
- Saját szkriptnyelv
- Szintaxis kiemelés (több, mint 200 programnyelvhez)
- Végtelen visszavonás és ismétlési lehetőség (undo/redo)
- Szó/Kódkiegészítés
- Reguláris kifejezések
- Integráció több compilerrel, interpreterrel és debuggerrel
- Több ezer ingyen elérhető Vim script, mely online elérhető
- Multiplatform: Unix, Linux, DOS, Windows, AmigaOS, Atari MiNT, OS/2, OS/390, MacOS, OpenVMS, RISC OS, QNX.